# IMAGE (پایگاه داده)

IMAGE یک سیستم مدیریت پایگاه داده (DBMS) است که توسط Hewlett-Packard توسعه یافته و همراه با مینی کامپیوتر HP 3000 گنجانده شده است. این دلیل اصلی موفقیت آن پلتفرم در بازار بود. همچنین گاهی اوقات در نسخه اولیه آن به عنوان IMAGE/3000 نامیده می شد و نسخه های بعدی پس از مهاجرت PA-RISC با نام های TurboIMAGE و TurboIMAGE/XL شناخته شدند.
IMAGE بر اساس مدل پایگاه داده شبکه است، برخلاف اکثر سیستم های مدرن که بر اساس مدل پایگاه داده رابطه ای هستند. بعداً یک پردازشگر جلویی SQL (زبان پرس و جوی ساختاریافته) اضافه شد که به کاربران امکان اجرای پرس‌وجوهای SQL را در پایگاه‌های داده موجود می‌دهد. این IMAGE/SQL ، نام فعلی را تولید کرد.

## بررسی اجمالی
IMAGE از چندین ابزار کاربردی به همراه یک API (که در اسناد HP به آن "ذاتی" می گویند.) تشکیل شده است:
- DBSCHEMA - یک طرح طرح منبع را کامپایل کنید. طرح منبع جداول (معروف به SETS) و ستون ها (معروف به FIELDS) را توصیف می کند.
- DBUTIL - توابع تعمیر و نگهداری را در پایگاه داده ایجاد و انجام می دهد.
- QUERY - ابزار پرس و جو تعمیم یافته برای دسترسی به هر پایگاه داده TurboIMAGE.

در زیر لیست نمونه ای از فراخوانی های API مورد استفاده برای توسعه برنامه ارائه شده است. این تماس ها توسط کامپایلرهای HP پشتیبانی می شوند: COBOL ، FORTRAN ، BASIC ، SPL، PASCAL و C.
- DBFIND - یک رکورد را تعیین می کند.
- DBGET - یک رکورد را بازیابی می کند.
- DBPUT - یک رکورد اضافه می کند.
- DBUPDATE - یک رکورد را به روز می کند.
- DBINFO - اطلاعاتی در مورد ساختار پایگاه داده ارائه می دهد.
- DBOPEN - پایگاه داده را با یک رمز عبور مشخص برای ارائه حقوق دسترسی به برنامه باز می کند.

## تاریخ
نکات برجسته IMAGE عبارتند از:
- در ابتدا با عنوان IMAGE/3000 در حدود سال 1972 به عنوان یک گزینه 10000 دلاری منتشر شد، اما بعداً به عنوان بخشی از سیستم عامل MPE رایگان شد.
- همراه با رایانه های HP Precision Architecture RISC به همراه HP ALLBASE/SQL، یک DBMS رابطه ای، در سیستم عامل MPE/XL.
- چندین محصول زبان برنامه نویسی نسل چهارم (Powerhouse، Transact، Speedware، Protos) از فروشندگان شخص ثالث در دسترس قرار گرفتند.
- قابلیت های جدیدی از جمله افزایش ظرفیت ذخیره سازی و افزایش چندین محدودیت داخلی مانند تعداد SETS مجاز در یک پایگاه داده اضافه شد. IMAGE/3000 به دلیل این قابلیت های جدید به TurboIMAGE تغییر نام داد.
- HP یک رابط شخص ثالث (TPI) برای محصولات OMNIDEX DISC و SUPERDEX Bradmark ارائه کرد.
- HP پایان عمر HP3000 را اعلام کرد که شامل TurboIMAGE بود.
- مارکسمیر Eloquence را منتشر کرد که با طرحواره و API سازگار با TurboIMAGE است و به برنامه‌های TurboIMAGE اجازه می‌دهد بر روی Microsoft Windows و HP-UX اجرا شوند.
- استروماسیس یک شبیه ساز HP3000 را منتشر کرد که به برنامه های TurboIMAGE اجازه می دهد بر روی سخت افزار کالا اجرا شوند.

## لینک های خارجی
- http://www.robelle.com/library/smugbook/image.html
- مستندات موزه کامپیوتر HP 3000 Series II - راهنمای تصویری 1976 PDF
- http://www.hpl.hp.com/hpjournal/pdfs/IssuePDFs/1986-12.pdf - مجله Hewlett-Packard "Data Base Management for HP Precision Architecture Computers"